# SMP Fórmula 4
La SMP Fórmula 4, o Fórmula 4 NEZ, oficialmente SMP Formula 4 NEZ Championship, fue una competición de monoplazas reguladas de acuerdo con el reglamento de Fórmula 4 de la FIA. Se llevó a cabo entre 2015 y 2019, principalmente en circuitos de Rusia y Finlandia.
El campeonato fue lanzado por SMP Racing, la Federación de Automóviles de Rusia, Koiranen GP y AKK-Motorsport el 22 de julio de 2014. En las cinco temporadas se utilizaron monoplazas Tatuus F4-T014 con motor Abarth de 1.4 l.

## Campeones
| Año  | Campeón             | Ref.  |
| ---- | ------------------- | ----- |
| 2015 | Niko Kari           | [ 4 ] |
| 2016 | Richard Verschoor   | [ 5 ] |
| 2017 | Christian Lundgaard | [ 6 ] |
| 2018 | Konsta Lappalainen  | [ 7 ] |
| 2019 | Pavel Bulantsev     | [ 8 ] |